# Neolaphygma uniformis
Neolaphygma uniformis là một loài bướm đêm trong họ Noctuidae.